# Reotrauma

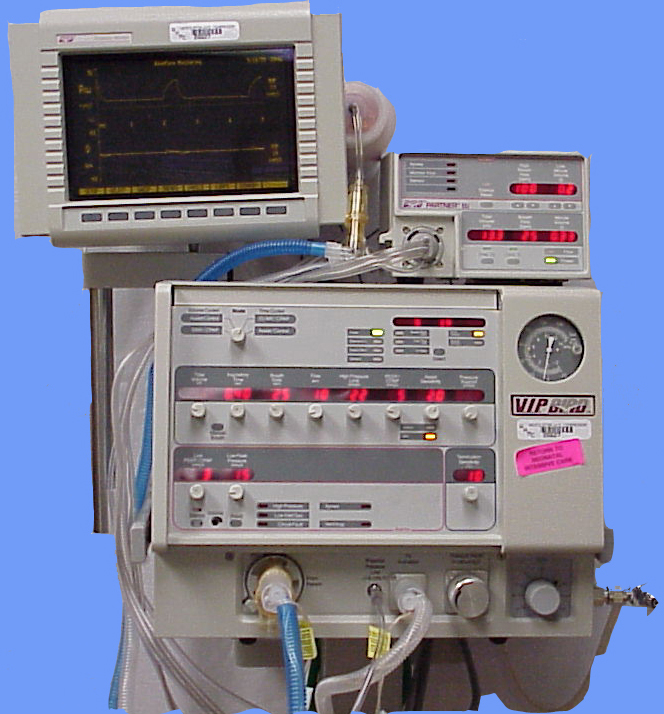
Un ventilador mecánico neonatal. Los flujos altos de gas se utilizan a menudo en la ventilación neonatal, lo que conlleva el riesgo de reotrauma.

Reotrauma es un término médico para el daño causado a los pulmones de un paciente por los altos flujos de gas suministrados por la ventilación mecánica.  Aunque la ventilación mecánica puede prevenir la muerte de un paciente por la hipoxia o la hipercarbia, que puede ser causada por una insuficiencia respiratoria, también puede dañar los pulmones y provocar lesiones pulmonares asociadas con el ventilador. El reotrauma es una de las formas de trauma de la ventilación mecánica, junto con volutrauma, barotrauma, atelectotrauma y biotrauma. Se han realizado intentos para combinar todas las fuerzas mecánicas causadas por el ventilador en los pulmones del paciente en un término que abarca todo: potencia mecánica. 